# Relações entre Butão e Japão
As relações entre Butão e Japão referem-se às relações diplomáticas entre o Butão e o Japão. As relações diplomáticas foram estabelecidas em 28 de março de 1986.

## Missão diplomática
O Japão tem uma embaixada não residente no Butão em Nova Deli, na Índia. O Japão planeava abrir uma embaixada residente em Thimpu até abril de 2014. Um dos fatores para a abertura de uma embaixada residente no Butão é contrariar a influência da China na região; no entanto, as restrições orçamentais podem constituir um obstáculo ao plano. Em 2017, o embaixador no Butão ainda residia na Embaixada do Japão na Índia.

## Visitas de Estado

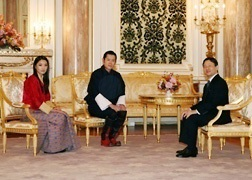
Rei do Butão (centro), Rainha (esquerda) e Príncipe Herdeiro Japonês, atual Imperador, no Palácio Imperial de Tóquio em 16 de novembro de 2011.

O monarca butanês, Druk Gyalpo Jigme Khesar Namgyal Wangchuck e a sua esposa, a rainha Jetsun Pema, fizeram uma visita de estado ao Japão de 15 a 20 de novembro de 2011.
Quanto à visita da família imperial japonesa ao Butão, a primeira foi em março de 1987 pelo Príncipe Naruhito, atual Imperador Naruhito, a segunda foi em março de 1997 pelo Príncipe e Princesa Akishino, e a terceira foi em junho de 2017 pela Princesa Mako.

## Assistência em catástrofes
O Butão recebeu ajuda do Japão em relação à ajuda humanitária contra as inundações dos lagos glaciais. O Diretor do Departamento de Serviços Hidro-Met do Ministério de Assuntos Económicos do Butão, Karma Tsering, disse que o Butão está a receber assistência da Agência de Cooperação Internacional do Japão no desenvolvimento de um sistema de alerta precoce mais barato e mais eficiente para minimizar perdas e danos causados por inundações repentinas de lagos glaciais. O governo japonês também está a elaborarar um inventário dos lagos glaciares e tem conduzido estudos geológicos nos Himalaias. A agência japonesa planeia concluir o seu projeto no Butão até 2016.

## Turismo
O Japão tem um mercado crescente para o turismo do Butão. No início de 2012, Phuntsho Gyeltshen, responsável oficial pela mídia do Conselho de Turismo do Butão, observou que o número de turistas japoneses que visitaram aumentou significativamente e o Japão está perto de se tornar o mercado número um do turismo do Butão. O responsável referiu ainda que o aumento drástico de turistas japoneses no Butão aconteceu especialmente depois de o Rei Jigme Khesar Namgyal Wangchuck e a Rainha Jetsun Pema terem feito uma visita ao país. Em 2011, 7.000 japoneses visitaram o Butão. O Japão foi o segundo maior mercado para o turismo do Butão.